# Calvinia (cheval)
Pour les articles homonymes, voir Calvinia (homonymie).
Le Calvinia est une race de chevaux de originaire de la région de Calvinia, en Afrique du Sud, par croisements entre le cheval du Cap, le Pur-sang, le Hackney et le Cleveland Bay. Désormais éteint, il est partiellement à l'origine du Vlaamperd. Il servait vraisemblablement de carrossier.

## Histoire
Le Calvinia est créé par les colons européens de l'Afrique du Sud dans la région de Calvinia, à partir du cheval du Cap, du Pur-sang, du Hackney et du Cleveland Bay,, après le Grand Trek. Un haras était en effet implanté dans la ville de Calvinia, fournissant les régions alentour en spécimens sélectionnés de chevaux du Cap, connus sous le nom de « chevaux Hantam ». Il s'agit d'une des deux races de chevaux notables sélectionnées à cette époque par les fermiers Boers, avec le Carrossier du Cap, en résultante des dernières influences sur la souche locale du cheval du Cap.
Sa date d'extinction n'est pas indiquée,, mais les derniers représentants de cette race sont vraisemblablement à l'origine de l'actuel Vlaamperd, dont l'association de race a été créée en 1983.

## Description
Il présente le type du cheval carrossier d'attelage. La morphologie est légère. La robe est généralement baie ou noire. Le tempérament est réputé bon et docile. 

## Utilisations

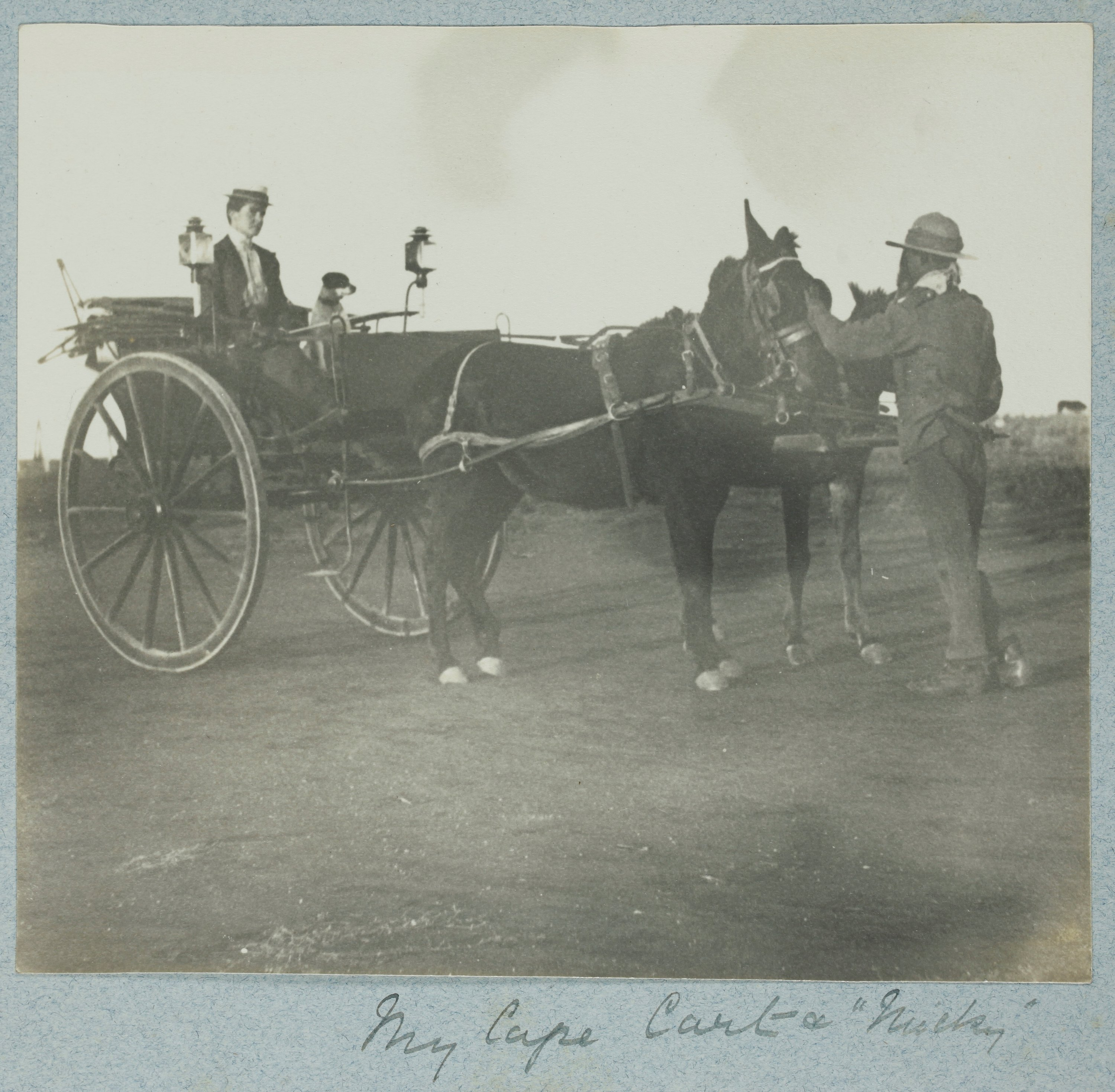
Attelage dans les rues de Kimberley, en Afrique du Sud, en 1902. La race du cheval n'est pas indiquée.

La base de données DAD-IS n'indique pas quel fut le principal usage de cette race de chevaux. Les croisements constitutifs et la sélection postérieure du Vlaamperd laissent supposer qu'il s'agissait de l'attelage.

## Diffusion de l'élevage
La race est propre au Cap-Occidental. La cinquième édition du dictionnaire de CAB International (2002) et le South Africa Department of Agriculture (2006) indiquent qu'il s'agit d'une race éteinte, tout comme DAD-IS, qui le classe comme race locale d'Afrique du Sud, éteinte. De même, l'étude menée par Rupak Khadka de l'Université d'Uppsala, publiée en août 2010 pour la FAO, indique le Calvinia comme race de chevaux locale africaine, désormais éteinte. Un site web anglophone indique que la race serait « incroyablement rare », si elle existe toujours.